# 陽地
陽地（ヤンジ、朝鮮語: 양지 축구단、陽地蹴球團）は、1967年から1970年まで韓国に存在した大韓民国中央情報部（KCIA）所属のサッカーチームである。

## 歴史
陽地結成の背景には、1966年ワールドカップ・イングランド大会で準々決勝に進出した北朝鮮代表の存在があった。当時、北朝鮮と緊張関係にあった韓国では、たとえそれがサッカーであれ北朝鮮に遅れをとるのは受け入れ難いことであり、すぐに国家的レベルでのサッカー強化に乗り出した。朴正煕大統領から「北朝鮮に勝てるチームを作れ」との支持を受けた中央情報部部長金炯旭（キム・ヒョンウク）の主導によって、1967年1月（または2月）に中央情報部所属のチームとして陽地は設立された。チーム名は中央情報部の部訓「陰地で働き、陽地を志向する」から採られた。
すでに軍隊チームに所属していた選手を中心としつつ、韓国実業や第一毛織といった実業団チームからも選手をかき集め、メンバーには李会澤、金正男、金基福、許允正、金浩といった当時の国内トップ選手が顔を揃えた。崔貞敏が初代監督、金容植が2代目監督を務めた。
当時では貴重な天然芝のグラウンドがあったソウル里門洞の中央情報部敷地内にて合宿を組み、徹底した健康管理のもと、過酷な練習を重ねた。1967年7月の韓国代表は、23人中11人が陽地の選手で占められた。陽地の選手たちが中心となった韓国代表は、1967年のムルデカ大会でビルマ代表と共同優勝した。
1968年には全国サッカー選手権大会と大統領杯全国サッカー大会という国内のふたつのカップ戦に優勝した。1969年1月にタイで開催されたアジアクラブ選手権では、準決勝で日本の東洋工業を降して決勝に進み、イスラエルのマッカビ・テルアビブに敗れて準優勝した。
1969年には韓国サッカー界で前代未聞の105日間におよぶヨーロッパ遠征を行い、18勝2分6敗の好成績を残した。
チームの後ろ盾だった金炯旭が1969年10月に中央情報部の部長職を解任されると、陽地も1970年3月に解体された。